# 정부업무수행성과법
정부업무수행성과법(영어: Government Performance and Results Act, GPRA) 또는 정부업무성과결과법은 정부 업무수행 관리를 개선하기 위해 1993년에 제정된 미국의 법이다. 이 법은 미국 정부의 각 기관이 목적 설정, 성과 측정, 진행상황 보고 등과 같은 업무수행 관리 업무를 수행하라고 요구한다. 그에 따라 각 기관은 전략 계획, 업무수행 계획을 수립하고, 계획 대비 진척 간의 차이를 분석한다.

## 연혁
- 1960년대에 미국 정부의 업무수행 관리를 개선하기 위해 여러 노력들이 있었다. 대표적인 예로 PPBS (Program Planning and Budgeting System), ZBB (Zero-Based Budgeting), TQM (Total Quality Management) 등을 들 수 있다. 그러나 이들은 실제로 법률로 제정되지는 못했는데, 이런 노력 가운데 법률로 제정된 것은 이 법이 처음이다.

- 1993년 8월 3일 빌 클린턴 대통령이 이 법에 서명했다. 이후 미국 정부는 자료 수집 등의 후속 작업을 진행했고, 1999년이 되어서야 이 법이 시행되었다.

- 2011년 1월 4일 버락 오바마 대통령은 정부업무수행성과선진화법(Government Performance and Results Modernization Act of 2010)에 서명함으로써, 이 법이 더욱 오래 영향을 유지하도록 했다.[2]

## 취지
이 법은 정부가 미국 국민의 신뢰를 얻기 위해 제정했다. 정부가 추진하는 모든 사업에서 소기의 성과(result)가 나오게 할 책임을 진다.
- 모든 정부 기관은 목적을 설정(goal setting)한다.
- 미국 의회의 위원회가 매년 업무수행(performance)에 근거하여 사업을 수정하거나, 중지시키거나, 신설하는 것을 돕는다.
- 미국 연방 정부의 모든 기관의 업무수행을 개선하고, 효과(effectiveness)를 측정한다.
- 효과를 측정하기 위해 올해의 성과(results)를 지난해의 성과와 비교한다.
- 그 연도의 새로운 목적(goal)을 충족하는 데 필요한 운영 절차, 기법, 기술, 직원, 자본 정보, 그밖의 자원을 분명하게 한다.

## 세 가지 요소
- 각 기관은 5개년 전략 계획(five-year strategic plan)을 개발해야 한다. 이 계획은 주요 기능을 모두 포괄할 수 있는 장기적이고 성과지향적인(result-oriented) 목적과 함께 사명 기술(mission statement)이 담아야 한다.
- 각 기관은 연도별 업무수행 계획(annual performance plan)을 준비해야 한다. 이 계획은 연도별 업무수행 목적(performance goal), 그 목적을 어떻게 달성할 것인지, 그 목적을 어떻게 검증할 것인지를 담아야 한다.
- 각 기관은 연도별 업무수행 보고서(annual performance report)를 준비해야 한다. 이 보고서는 그 기관이 소기의 업무수행 목적을 충족하는 데 성공했는지 실패했는지 점검한다. 그 업무수행 목적은 기관의 예산이 쓰인 모든 사업 활동을 포괄해야 한다.[1]

이 법에 따라 미국 관리예산실은 각 기관 업무수행에 대한 연도별 보고서를 작성하는데, 이는 미국 대통령의 연도별 예산 요구와 함께 진행된다.
미국 연방 행정부의 각 부처는 이 법의 집행을 감독한다. 이 법의 핵심 요소는 소속 각 기관이 해당 기관 또는 사업의 성공을 위해 필요한 목적과 업무수행을 설정하는 것이다. 이 법에 따라서 각 기관은 운영 절차, 예산 전략, 기술과 기법 수준, 그리고 목적 달성에 필요한 여러 자원들을 명확하게 서술해야 한다. 어떤 기관이 실제로 성취한 것(achievement)을 소기의 업무수행 목적과 비교하는 전략을 제공하는 것도 중요하다.

## 업무수행 계획과 보고서
모든 보고서가 포함해야 하는 것으로는 각 사업의 업무수행 목적의 목록, 그리고 각 목적에 대해 산출(outcome)을 측정하는 데 쓰이는 지표를 포함한다. 당초 각 기관이 설정한 업무수행 수준과 목적을 비교한다. 만약 그해의 업무수행 목적을 달성하지 못했다면, 그 이유를 설명해야 하고, 그 다음 해에는 목적을 달성하기 위해 무엇을 할 것인지 계획을 제시해야 한다. 또한 각 목적이 최종 성과(result)를 달성하는 데 얼마나 유용하고 효과적인지 서술해야 한다. 이 성과는 대통령과 국회에 제출되고, 일반에 공개된다.

## 2010년 정부업무수행성과선진화법
정부업무수행성과법(GPRA)에서 주요 도구였던 사업평가측정기법(PART)은 예산과 사업집행과의 연관성이 낮고, 업무수행 정보 활용이 미흡하고, 범부처 이슈에 대한 업무수행 관리에 한계를 보이면서, 오바마 정부가 들어선 후 중단되었다.
2011년 1월 4일 버락 오바마 대통령은 정부업무수행성과법(GPRA)을 개정한 정부업무수행성과선진화법(GPRA Modernization Act of 2010, GPRAMA)에 서명했다. 이 법은 각 기관들이 자신의 전략 계획과 성과 계획을 공표하고, 기계가 읽을 수 있는 포맷(machine-readable format)으로 보고하도록 했다. Strategy Markup Language (StratML)이 바로 그 포맷이다. 각 기관은 목적(goal)과 목표(objective)를 성취하는 데 중요한 영항을 미치는 핵심 요인 중 해당 기관이 통제할 수 없는 외부 요인을 명확히 해야 한다.
주요 개정 내용은 다음과 같다.
- OMB, COO, 업무수행 개선 담당자, 목적 관리자(goal leaders), 정부기관의 대표 역할을 법적으로 명확하게 했다.
- 전략계획의 주기가 그 전에는 3년이었는데 1년으로 변경했다.
- 법률에 의해 정의된 공식단체인 업무수행 개선협의회를 설립했다. OMB가 의장을 맡고, 24개 연방기관의 대표가 모여 모범사례를 공유한다.
- 분기별 진행사항과 개선에 대한 업무수행 관리를 강화했다. 최고관리층이 성과가 미흡한 부분을 파악하고 전략이나 재원을 조정하는 등의 조치를 취하게 하였다.

## 같이 보기
- 사업평가측정기법 (Program Assessment Rating Tool, PART) - 미국 조지 W. 부시 행정부가 2002년부터 2007년까지 운영한 기법으로서, 버락 오바마 행정부 때 이 기법에 의한 평가를 중단했다.